# Свадебный выход
«Свадебный выход» (англ. Out at the Wedding) — американская романтическая комедия независимого кинематографа 2007 года режиссёра Ли Фридлендер.

## Сюжет
Алекс Хьюстон получает предложение выйти замуж от своего возлюбленного. Она соглашается, но при этом есть одна проблема — она никогда не рассказывала о нём своим родителям, а ему говорила, что сирота. Её родители — коренные южане, и она думала, они никогда не примут её отношения с афроамериканцем.
Она отправляется на родину, принять участие в свадьбе своей сестры, полная решимости рассказать о своих отношениях. Однако всё запутывается. Её осторожный рассказ о своем партнере все воспринимают, как признание в том, что она лесбиянка. Семья очень взволнована её признанием, впервые за долгие годы их отношения налаживаются. Алекс не в силах рассказать об ошибке, боясь нового отчуждения.
Вместе с сестрой она возвращается в Нью-Йорк. Там ей приходится изображать гомосексуальность. Для этого она знакомится с настоящей лесбиянкой Ризой. Ситуация запутывается окончательно, когда её сестра внезапно влюбляется в Ризу.

## Актёрский состав
| В ролях         |  | Персонаж |
| --------------- |  | -------- |
| Джилл Беннет    |  | Венди    |
| Джеми Блейк     |  | Девон    |
| Эмили А. Бёртон |  | Эмбер    |
| Мистро Кларк    |  | Дана     |
| Кэти ДеБоно     |  | Риза     |

## Награды
Фильм получил следующие награды:
| Награды                                             | Награды | Награды                   | Награды                         | Награды                       |
| --------------------------------------------------- | ------- | ------------------------- | ------------------------------- | ----------------------------- |
| Фестиваль / Премия                                  | Год     | Награда                   | Категория                       | Победитель                    |
| New York Lesbian and Gay Film Festival              | 2007    | Приз зрительских симпатий | Лучший художественный фильм     | «Свабедный выход»             |
| Pikes Peak Lavender Film Festival                   | 2007    | Приз зрительских симпатий | Лучший художественный фильм     | «Свабедный выход»             |
| AfterEllen.com Visibility Award                     | 2007    |                           | Best Festival Release Runner Up | «Свабедный выход» Кэти ДеБоно |
| NewNowNext Awards                                   | 2008    | Приз зрительских симпатий | Лучший художественный фильм     | «Свабедный выход»             |
| Ft. Worth Gay & Lesbian International Film Festival | 2008    |                           | Best Lesbian Film               | «Свабедный выход»             |